# Proteste nach den russischen Präsidentschaftswahlen 2012

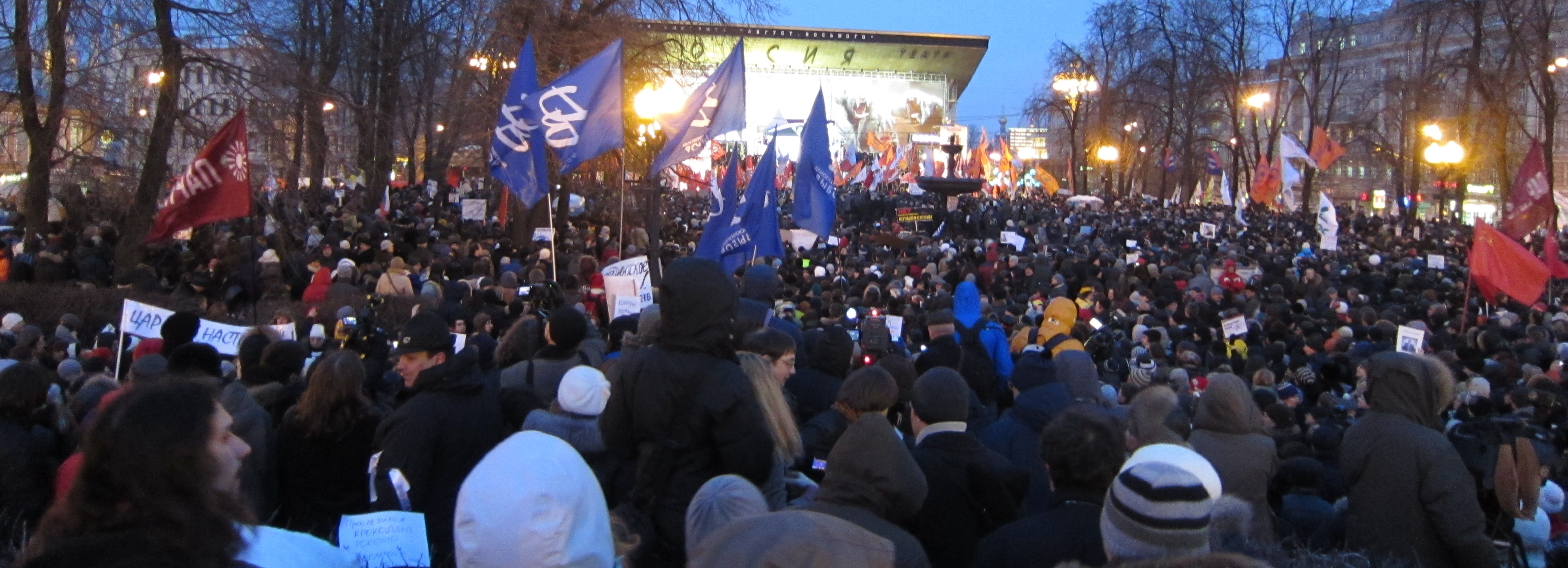
Demo am 5. März 2012

Die Proteste nach den russischen Präsidentschaftswahlen 2012, nach den Kommunalwahlen im März 2012 sowie nach der Inauguration Wladimir Putins zum Präsidenten am 6. Mai 2012 sind Demonstrationen gegen mutmaßliche Wahlfälschungen bei den Präsidentschaftswahlen vom 6. März 2012 in Russland. Sie begannen im März 2012 und führten zu den – zusammen mit den Protesten nach den Parlamentswahlen ab Dezember 2011 – größten Protestkundgebungen in der jüngeren Geschichte des Landes. Die Polizei reagierte auf allen Kundgebungen mit Großaufgeboten.

## Proteste nach den Kommunalwahlen in Russland im März 2012

### Astrachan
In Astrachan wurde am 6. März 2012 der Kandidat von Einiges Russland, Michail Stoljarow, zum Bürgermeister gewählt. Sein Gegenkandidat war Oleg Schein von Gerechtes Russland. Mutmaßlich war diese Bürgermeisterwahl massiv gefälscht, sogar die Zentrale Russische Wahlbehörde unter der Leitung von Wladimir Tschurow gestand Dutzende von "prozeduralen Fehlern" ein. Dutzende von Verletzungen des gesetzlichen Prozederes wurden von den im Zusammenhang mit der Präsidentschaftswahl installierten Webkameras festgehalten, andere von Wahlbeobachtern mit ihren Digitalkameras und Diktiergeräten.
Als Reaktion auf die massiven Unregelmäßigkeiten trat Kandidat Oleg Schein in einen Hungerstreik, der mehrere Wochen dauerte. Nach einiger Zeit wurde der Kampf Oleg Scheins um gerechte und faire Wahlen in Astrachan von den politischen Akteuren der Opposition in Moskau aufgenommen, die zuerst mehrere Unterstützungskundgebungen in Moskau organisierten und schließlich Mitte April 2012 nach Astrachan reisten, um Oleg Schein in seinem Kampf zu unterstützen. Zu denjenigen, die nach Astrachan reisten, zählten Roman Dobrochotow, Alexei Nawalni, Ksenia Sobtschak, Danila Lindele, Gennadi Gudkow und andere.
Am 15. April fand die größte Demonstration in Astrachan seit mehr als 15 Jahren statt, über 10.000 Bürger Astrachans sowie mehrere Hundert aus anderen Städten Russlands angereiste Personen spazierten in einer Kundgebung durch die Stadt. Oleg Schein erreichte in der Folge, dass der Leiter der Wahlbehörde, Tschurow, gemeinsam mit ihm die Videoaufzeichnungen, die die Fälschungen beweisen sollten, ansah. Tschurow sah jedoch trotz Verstößen gegen das Wahlgesetz keine Gründe, die die Aufhebung der Wahl rechtfertigen würden. Schein beendete Ende April seinen Hungerstreik und erstattete in Astrachan Anzeige.

### Lermontow
Im südrussischen Lermontow kam es bereits Mitte bis Ende Februar 2012 zu Protesten gegen die Kommunalwahlen, da Dutzende von Kandidaten nicht zur Wahl zugelassen wurden. Zeitweise befanden sich mehr als 50 Personen im Hungerstreik.

## Proteste vor und nach der Amtseinführung Putins im Mai 2012

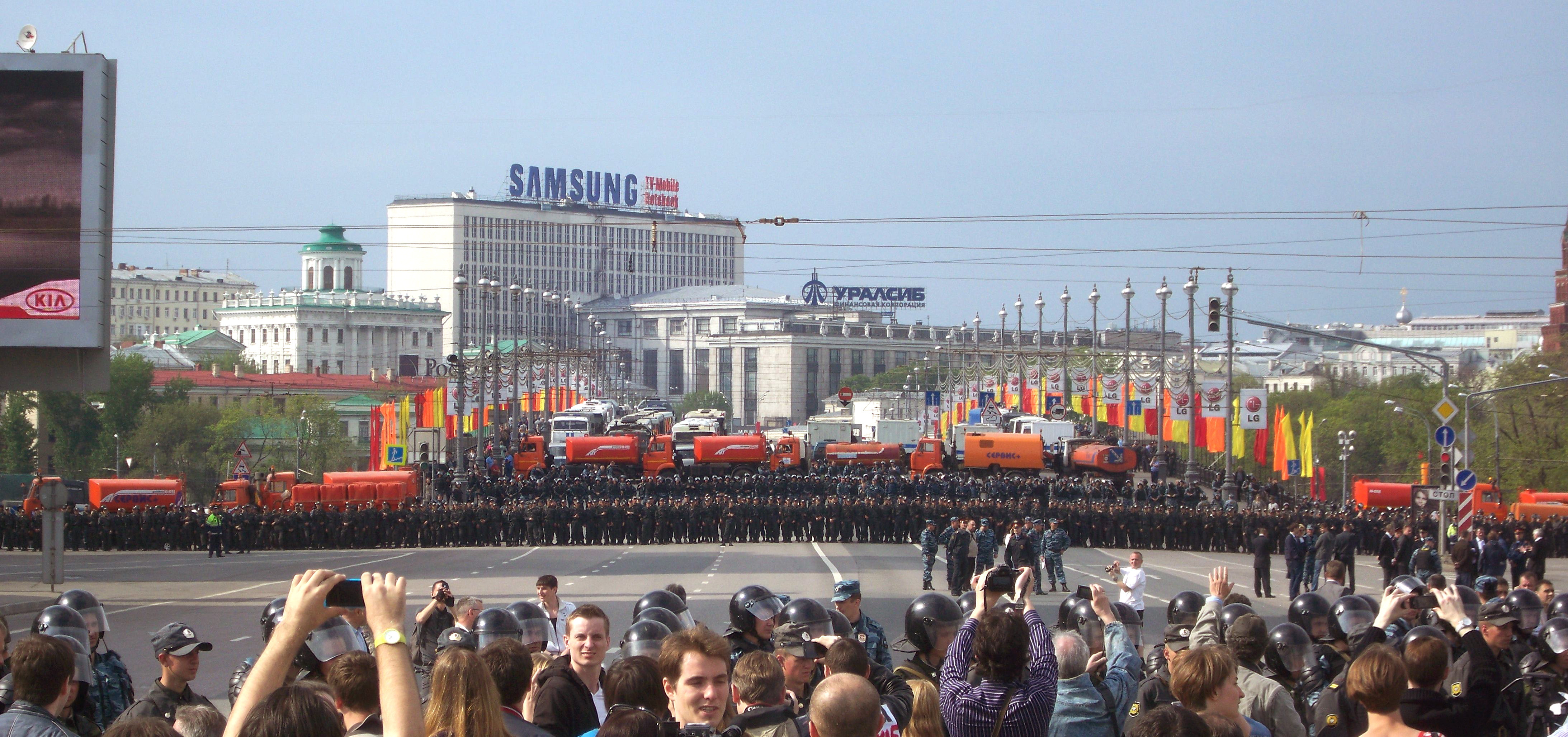
Großaufgebot der Polizei am 6. Mai 2012 vor der Großen Steinernen Brücke

Nach der Amtseinführung Putins im Mai 2012 kam es erneut zu massiven Protesten im Zentrum von Moskau.
Am Tag vor der Amtseinführung am 6. Mai 2012 fanden zwei bewilligte Kundgebungen in Moskau statt, die unter der Losung „Wir lassen den Hochstapler nicht in den Kreml“ stand. Es versammelten sich Zehntausende Demonstranten; allerdings wurden zahlreiche Teilnehmer nicht zum Versammlungsplatz – dem Bolotnaja-Platz in Moskau – gelassen. In der Folge kam es zu – wahrscheinlich von regimetreuen Provokateuren inszenierten – Ausschreitungen der OMON-Sondereinheiten, nachdem einzelne „Demonstranten“ versucht hatten, das Großaufgebot der OMON, die den Zugang zur Großen Steinernen Brücke verbarrikadierten, um keine Demonstranten in die Nähe des Kremls zu lassen, anzugreifen.
Als Reaktion auf die brutale Reaktion der Polizeieinheiten kam es ab dem Tag der Amtseinsetzung Putins zu spontanen Kundgebungen, Versammlungen sowie Spaziergängen ohne politische Losungen. Seit dem 7. Mai marschierten hunderte Personen nächtelang durch Moskau, oft verfolgt von OMON-Einheiten. Zeitweise ließen sie sich auf dem Platz Staraja ploschtschad (Alter Platz) in Kitai-Gorod nieder und übernachteten dort auf Campingmatratzen in Schlafsäcken. Nach einiger Zeit gesellten sich auch Alexei Nawalni und Sergei Udalzow zu den Protestlern. Diese wurden jedoch von der Polizei verhaftet und wegen „Widersetzung gegen die Staatsgewalt“ zu 15 Tagen Haft verurteilt. Die Szene der Protestler verlagerte sich unterdessen zu den Tschistyje Prudy. Auch unter dem Eindruck der „Occupy“-Bewegung wurde die Besetzung des Tschistyje-Prudy-Parkes im Umkreis des Denkmals für den kasachischen Dichter Abaj angekündigt – "OccupyAbai". Nächtelang übernachteten hunderte Protestler im Tschistyje-Prudy-Park. Die organisatorische Leitung des Protestlagers übernahm Ilja Jaschin. Es wurden offene Seminare über Demokratie, Bürgerbewegung und Zivilgesellschaft, aber auch Tango-Kurse und Foto-Workshops mit prominenten Bloggern und Fotografen durchgeführt. Über alle Veranstaltungen und Einzelheiten wurde in Echtzeit auf Twitter informiert.
Am 13. Mai 2012 fand ein vom Schriftsteller Boris Akunin initiierter Kontroll-Spaziergang statt. Dabei versammelten sich Schriftsteller um abzuklären, ob es die Versammlungsfreiheit zulässt, ohne politische Losungen und Plakate frei durch ihre eigene Stadt, Moskau, zu spazieren. Ljudmila Ulitskaja, Leonid Zorin, Dmitri Bykow und andere schlossen sich dem Spaziergang an. Überraschenderweise gesellten sich über 10.000 Teilnehmer dem Marsch an; gemeinsam marschierten sie vom Puschkin-Denkmal auf dem Puschkin-Platz bis zum Gribojedow-Denkmal im Tschistye-Prudy-Park, wo sie sich mit den Teilnehmern von „Occupy-Abai“ trafen.

## Prozesse und Verurteilungen
Insgesamt 29 Personen wurden zu langjährigen Gefängnisstrafen oder Lagerhaft verurteilt. Beobachter nannten den Prozess gegen die Anführer einen Politprozess, der Verteidiger nannte ihn einen "Schauprozess".